# Fauna de Tuxtla Gutiérrez
La fauna al igual que la flora se encuentra en todos los países

## Aves
La avifauna del municipio se compone de especies endémicas emigrantes del norte, otras del sur y otras peregrinas. Las peregrinas están pocos días en el municipio, generalmente en bandadas, cuando vuelan al sur en otoño y al norte en primavera.
Debido a la deforestación de áreas verdes y la expansión de la ciudad de Tuxtla Gutiérrez, muchas especies de aves han desaparecido del municipio, algunas de éstas: De vegetación boscosa, Pájaro carpintero real, turquito (pipra mentalis), azulejo real (cotinga amabilis), papamoscas de penacho (onychorhynchus mexicanus); de chaparrales y ciénagas, verdugo (Lanius ludovicianus), granatilla (granatellus venustus) y alcaraván (burhinus bistriatus).
En el parque nacional Cañón del Sumidero, todavía existen especies endémicas de aves que hace décadas fueron abundantes en el resto del municipio: Papamoscas fajado (xenotriccus calliconus), cinco real (dactylortyx thoracicus), cuiche (colinus virginianus) y chachalaca (ortalis vetula).
Especies de aves menos abundantes que hace décadas, pero todavía comunes son: Urraca (calocitta formosa), chorcha (icterus sclateri), cotorra común (aratinga canicularis), cotorra de cueva (aratinga colochora), paloma bravía, torcaza morada (columba flavitrostris).
Especies de aves que ahora son raras de verse son: Varias especies de gavilán y el buitre real (Sarcoramphus papa).
En otoño arriban las tórtolas (Zenaidura macroura), caminera (leptotila verrauxi), tortolita (scardafella inca).
En primavera y otoño arriban temporalmente muchas especies de aves peregrinas a las reservas municipales del Zapotal, Mactumatzá y el parque del Cañón del Sumidero.

## Mamíferos
El conejo cola de algodón, la ardilla y el ciervo cola blanca, hace décadas era abundante y actualmente son escasos.

El temazate (mazama americana) y el ateles (ateles geoffroyi) han desaparecido del municipio.
Todavía son comunes: el [Dasypodidae|armadillo], la zorra gris (Urocyon cinereoargenteus), el leoncillo (felix yagouaroundi), la comadreja (mustela frenata), tlacuache, el cuatro ojos (philander opposum), el ratón tlacuache (Marmosa mexicana), varias especies de ratones silvestres, la rata gigante (tylomis nudicandus), muchas especies de murciélago y el vampiro.

## Reptiles
La iguana común y la iguana de roca (Ctenosaura pectinata) eran abundantes hace décadas, pero debido a la irracional cacería (y el consumo de huevos en el caso de la iguana común), actualmente escasean.
Serpientes existentes en el municipio son: La boa, la arroyera (Drymarchon corais), la voladora (Spilotes pullatus); las venenosas son, el crótalo, el cantil (Agkistrodon bilineatus) y la serpiente de coral (Micrurus nigrocinctus).
Las únicas tortugas nativas del municipio son los "casquitos" y una de nombre científico (Kinosternon abaxillare).

## Situación actual de la fauna
Debido al aumento de la mancha urbana, gran parte de la flora y como consecuencia de la fauna tuxtleca ha disminuido drásticamente, muchas especies han desaparecido.